# Hypopyra rufescens
Hypopyra rufescens är en fjärilsart som beskrevs av Kirby 1896. Hypopyra rufescens ingår i släktet Hypopyra och familjen nattflyn. Inga underarter finns listade i Catalogue of Life.